# Sundazed Music
Sundazed Music es una compañía discográfica independiente estadounidense con base en Coxsackie (Nueva York). Se especializa en la publicación de rarezas discográficas de entre los años 50 y 70. En 2000, Sundazed contaba con dos estudios de mezclas, incluida una colección de equipamiento de audio "vintage".

## Historia
Los fundadores del sello, Bob Irwin y su esposa Mary, fundaron la compañía en 1989. La habilidad de Irwin para restaurar viejas grabaciones en vinilo para ser editadas en el entonces nuevo formato de CD, atrajo la atención de algunas compañías discográficas, que cada vez más solicitaban sus servicios para reeditar material de sus viejos catálogos. Colaboró con Sony Music para reeditar sus archivos del sello Legacy Records. Posteriormente, restauró material perteneciente a las primeras grabaciones de artistas como Bob Dylan, Nancy Sinatra o the Byrds. Irwin también trabajó para Arista durante un tiempo.
Las primeras publicaciones del sello Sundazed fueron grabaciones de los años 60 de las bandas the Knickerbockers y the Five Americans, algo que refleja el gusto de Irwin por géneros como el garage rock y la  música surf. Posteriormente publicó álbumes de the Turtles, the Challengers, Liverpool Five y Jan and Dean, para los que rescató el álbum largo tiempo perdido Save for a Rainy Day. La compañía también reeditó en CD todos los álbumes the Meters, la banda pionera de la música funk de Nueva Orleans. 
Sundazed se extendió a la música country, reeditando los álbumes de Buck Owens para Capitol Records o grabaciones de Jimmy Bryant. La compañía reeditó los álbumes que Moby Grape había grabado para Columbia Records pero debido a problemas legales fue obligada a retirar los tres primeros álbumes. También reeditaron Oar de Skip Spence, así como las grabaciones inéditas de los temas que Bryan MacLean había realizado para su banda, Love.
En 2009, llegaron a un acuerdo con Morly Grey para reeditar The Only Truth.
En 2015, tras negociaciones con el exmiembro de la banda Kentucky Headhunters, el guitarrista Greg Martin, sobre el sencillo Groovy Grubworm, una vieja grabación instrumental de la que ambos eran admiradores, Bob Irwin decidió crear el sello subsidiario RFD, dedicado exclusivamente a reeditar música instrumental extraída de discos de 45 RPM. "Groovy Grubworm" de Harlow Wilcox And The Oakies, "Shark Country" de the SloBeats (banda integrada por Kenny Vaughan, Dave Roe y Maxwell Schauf) y "The Lonely Bull" de The East Nashville Teens fueron algunas de las grabaciones rescatadas para este sello.
El 24 de junio de 2018, se informó que Sundazed Musi volvería a editar las grabaciones de Mike Nesmith con First National Band, originalmente publicadas después de que la serie de televisión de su banda The Monkees fuera cancelada en 1969. Los tres álbumes de la banda, Magnetic South, Loose Salute y Nevada Fighter, fueron originalmente grabados y publicados entre 1970 y 1971, con Nesmith a la guitarra y voz, John Ware a la batería, John London al bajo y O.J. "Red" Rhodes en la pedal steel guitar.